# Västra Grundvattnet
Västra Grundvattnet är en sjö i Krokoms kommun i Jämtland och ingår i Indalsälvens huvudavrinningsområde. Sjön har en area på 0,139 kvadratkilometer och ligger 561,3 meter över havet. Västra Grundvattnet ligger i Gråberget-Hotagsfjällen Natura 2000-område.

## Delavrinningsområde
Västra Grundvattnet ingår i det delavrinningsområde (710375-145533) som SMHI kallar för Utloppet av Västra Grundvattnet. Medelhöjden är 588 meter över havet och ytan är 3,14 kvadratkilometer. Det finns inga avrinningsområden uppströms utan avrinningsområdet är högsta punkten. Vattendraget som avvattnar avrinningsområdet har biflödesordning 4, vilket innebär att vattnet flödar genom totalt 4 vattendrag innan det når havet efter 281 kilometer. Avrinningsområdet består mestadels av skog (95 procent). Avrinningsområdet har 0,14 kvadratkilometer vattenytor vilket ger det en sjöprocent på 4,5 procent.